# 히라오 겐시로
히라오 겐시로(일본어: 平尾 拳士朗, 2000년 10월 9일~)는 일본의 축구 선수이다.

## 구단 경력
그는 2023년 J2리그의 후지에다 MYFC에 입단했다. 2024년까지 290경기에 출전.